# Štitarka
Štitarka (lat. Lepiota clypeolaria), poznata i kao bjelonoga štitarka ili obuvena suncobranka, česta je nejestiva gljiva iz roda Lepiota. Široko je rasprostranjen u sjevernim umjerenim zonama, gdje raste u listopadnoj i crnogoričnoj šumi. 

## Opis
- Klobuk štitarke je širok od 4 do 8 centimetara, u mladosti je tupo stožast, zatim konveksan ili raširen s istaknutim ispupčenjem; pokriven je sitnim ljuskicama oker ili smeđe boje; ispod čehica (ljuskica) je vunenasto bijel; rub je uvijek kao odrpan.
- Listići su nejednaki, gusti, bijeli ili lagano žućkastocrveni.
- Stručak je visok od 5 do 8 centimetara, valjkast, šupalj, bijel ili blijedosmeđ, obuven u vunaste bijele čehice (ljuskice) do visine ruba klobuka; iznad toga je gladak.
- Meso je bijelo i blijedooker, mekano, okus sladunjav, miris slab, šumski, ali nije neugodan.
- Spore su vretenaste, 12 – 16 x 5,6 – 6,5 μm; otrusina je bijela.

## Kemijske reakcije
Meso se s fenolanilinom najprije poprima ružićastu boju, zatim postaje opekastocrveno. 

## Stanište
Raste po nekoliko primjera zajedno ili pojedinačno po svim šumama, ljeti i u jesen.    

## Upotrebljivost
Štitarka nije jestiva. Stari autori smatrali su je jestivom, dok je neki moderni autori smatraju otovnom.                                                                                                                                                                                             

## Sličnosti
Smatra se da je nije jestiva kao i sve ostale gljive malog rasta iz roda Lepiota. Moguća je zamjena s vrstom Lepiota ventriosospora Reid, koja se razlikuje od štitarke po tome što ima stručak obuven u vunenasta vlakanca žute boje. Prilično slična je i nevaljala Lepiota alba (Bres.) Sacc. koja raste po livadama i pašnjacima u blizini šuma; naraste mnogo veća i nema na klobuku tako sitne čehice (ljuskice). 

## Slike
|  |  |  |  |  |
|  |  |  |  |  |